# HMS Monmouth (1901)
«Монмут» (HMS Monmouth) — головной корабль одноимённого типа из десяти броненосных крейсеров построенных для Королевского флота Великобритании в первой декаде 20 века, также этот тип кораблей получил название «Кент» по имени английского графства.
По завершении строительства в 1903 году «Монмут» был придан Первой крейсерской эскадре Флота Канала. В 1906 году крейсер был переведён на Китайскую станцию и пребывал там до 1913 года, пока не вернулся домой, после чего был переведён в резерв Третьего флота. С началом Первой мировой войны в августе 1914 года крейсер был снова введён в строй и был придан Пятой крейсерской эскадре в Центральной Атлантике с задачей поиска германских рейдеров, замаскированных под коммерческие пароходы и защиты судоходства стран Антанты. По прибытии на место службы «Монмут» приступил к патрулированию бразильского побережья в поисках германских кораблей. Позднее крейсер был придан эскадре контр-адмирала Кристофера Крэдока, которая находилась в поисках германской Восточноазиатской эскадры вице-адмирала графа фон Шпее. 1 ноября эскадра Крэдока повстречала эскадру Шпее у побережья Чили и в последующем сражении потерпела тяжёлое поражение. Германская эскадра превышала по численности британскую, германские корабли по отдельности были мощнее британских. Британцы потеряли два броненосных крейсера, среди них был «Монмут», погибший со всем своим экипажем.

## Конструкция
Крейсера типа «Монмут» были предназначены для защиты британских торговых кораблей от быстроходных крейсеров типа французских «Гуишен», «Шато-Рено» и «Дуплё». Водоизмещение крейсеров составляло 9,8 тыс. длинных тонн (10 тыс. тонн). Длина крейсеров составляла 141,3 м, ширина 20,1 м, осадка 7,6 м. Двигательная установка представляла из себя две 4-х цилиндровых паровых машин тройного расширения, каждая из машин располагала 31 паровым котлами системы Бельвиля и приводила в движение один вал. Двигательная установка вырабатывала мощь в 22 тыс. лошадиных сил (16 тыс. кВт) что позволяло кораблям развивать максимальную скорость в 23 узла (43 км/ч). Тем не менее, «Монмут» стал одним из трёх кораблей своего типа, которым не удалось развить предназначенную скорость. «Монмут» нёс максимальный груз угля в 1600 тонн. Экипаж составлял 678 офицеров и матросов.
Вооружение крейсеров типа «Монмут» составляли четырнадцать казнозарядных шестидюймовых орудий системы Mk VII. Четыре орудия были размещены в паре двухорудийных башен, по одному орудию на носу и корме надстройки, остальные в казематах вдоль бортов. Шесть орудий были установлены на главной палубе и могли использоваться только при спокойной погоде. Для защиты от торпедных катеров были установлены десять скорострельных 12-фунтовых (трёхдюймовых или 76 мм) орудий. «Монмут» также нёс три трёхфунтовых (1,9 дюймовых или 47 мм) орудий системы Хотчкиса и два утопленных в корпусе 18-ти дюймовых (450 мм) торпедных аппарата.
Крейсер был защищён бронепоясом над ватерлинией четырёхдюймовой (102 мм) толщины по бортам и двухдюймовой (51 мм) в носовой части. Палуба была защищена бронёй в 0,75-2 дюйма (19-51 мм), рубка — бронёй в 10 дюймов (254 мм).

## Строительство и служба
«Монмут», получивший название в честь графства в Уэльсе был заложен 29 августа 1899 года компанией London and Glasgow Shipbuilding на их верфи в Говэне. 13 ноября 1901 года корабль был спущен на воду. Достройка корабля была отложена из-за столкновения с лайнером «Ассирия» в заливе Глазго в конце марта 1902 года. В конце августа 1902 года крейсер прибыл в Дэвенпорт для ходовых испытаний. Первоначально крейсер предназначался для первой крейсерской эскадры Флота Канала. Однако окончательная достройка и принятие корабля в строй произошли только 2 декабря 1903 года. Некоторое время (до конца 1906 года) крейсер пребывал в резерве, а в апреле был снова введён в строй для службы на Китайской станции. В 1913 году «Монмут» нанёс визит вежливости в германский порт Циндао материкового Китая. В том же году он вернулся домой и был придан резервному Третьему флоту.
4 августа 1914 года крейсер был мобилизован, его экипаж составил 738 человек, включая 570 матросов, 29 офицеров, 25 музыкантов из Королевского оркестра морской пехоты и 69 морских пехотинцев. Во многих источниках отмечено, что экипаж состоял главным образом из резервистов. Однако судя по списку экипажа крейсера, только 8 членов экипажа были из Королевского резерва флота, а 69 были из Береговой охраны. После мобилизации крейсер был отправлен в пятую крейсерскую эскадру под командованием контр-адмирала Арчибальда Стоддарта на базу Кабо-Верде. После прибытия «Монмута» на базу 13 августа Стоддарт отправил его к бразильскому побережью на поиски германских лёгких крейсеров, было известно, что они там крейсируют. В середине сентября «Монмут» перешёл под командование контр-адмирала Кристофера Крэдока. В конце сентября Крэдок провёл безрезультатные поиски у архипелага Огненная земля, после чего отправил «Монмут» и ещё два корабля на север, в поиски вдоль Чилийского побережья. 15 октября «Монмут» прибыл в Вальпараисо, а флагман эскадры Крэдока крейсер «Гуд Хоуп» вернулся в Порт-Стэнли на Фолклендских островах, для бункеровки углём и связи с Адмиралтейством. Крэдок получил информацию, что германская эскадра графа фон Шпее определённо направляются в район мыса Горн. Крэдок ожидал прибытия броненосца «Канопус», который должен был усилить его эскадру. Однако прибывший броненосец был в плохом техническом состоянии, что потребовало времени для ремонта. 22 октября «Гуд Хоуп» вышел в море без броненосца, отправившись вокруг мыс Горн, в то время как «Канопус» и три угольщика вышли на следующий день, избрав более короткий путь через Магелланов пролив.

### Сражение при Коронеле
27 октября 1914 года «Гуд Хоуп» встретил эскадру на Вальенар-роудс на архипелаге Чонос чтобы пополнить запасы угля. Через два дня подошёл «Канопус» и эскадра сразу же ушла. Крэдок приказал линкору следовать за эскадрой так быстро, насколько это возможно. Он отправил впереди эскадры лёгкий крейсер «Глазго», чтобы тот зашёл в порт Коронель и принял сообщения от Адмиралтейства, а также разузнал о действиях противника. В полдень 29 октября крейсер перехватил несколько радиосигналов от лёгкого крейсера «Лейпциг» и, с разрешения Крэдока, отложил заход в порт на два дня, чтобы быстроходные германские корабли не поймали его в ловушку. Германский корабль уже был в этом районе и сообщил графу фон Шпее, что «Глазго» в сумерки вошёл в залив. 
Наутро, в 9.15 11 ноября, забрав почту для эскадры, «Глазго»  вышел из порта и через четыре часа соединился с эскадрой,  Шпее уже вынашивал планы его перехвата.     